# Contea di Howard (Missouri)
La contea di Howard  (in inglese: Howard County) è una contea dello Stato del Missouri, negli Stati Uniti. La popolazione al censimento del 2010 era di 10 144 abitanti. Il capoluogo di contea è Fayette. In questa contea, tra il 1891 e il 1914, vennero linciati cinque afro-americani: Olli Truxton, Frank Embree, Thomas Hayden, Arthur McNeal, e Dallas Shields.